# I See Fire
"I See Fire" és una cançó enregistrada i produïda pel cantautor anglès Ed Sheeran. La cançó va ser sol·licitada per formar part de la banda sonora de la pel·lícula de 2013 The Hobbit: The Desolation of Smaug, on apareixia als crèdits finals. El director de la saga El hòbbit, Peter Jackson, va demanar a Sheeran que escrigués una cançó per la pel·lícula després que la filla de Jackson, Katie, proposés al cantant anglès. Sheeran va veure la pel·lícula, va escriure la canó i la va enregistrar gairebé tota el mateix dia.
La cançó va publicar-se en plataformes de descàrrega digital el 5 de novembre de 2013; el videoclip es va publicar el mateix dia. Va entrar a la llista de senzills del Regne Unit en 13a posició i va arribar al número 1 a Nova Zelanda durant la seva sisena setmana, convertint-se en el primer número 1 de Sheeran al país. "I See Fire" va ser nominada als Premis Satellite a la millor cançó original.

## Antecedents
"I See Fire" sona durant la primera secció dels crèdits finals de la pel·lícula The Hobbit: The Desolation of Smaug, una pel·lícula d'alta fantasia dirigida pel cineasta de Nova Zelanda Peter Jackson. Publicada el 13 de desembre de 2013, era la segona part de la trilogia cinematogràfica que adaptava la novel·la El hòbbit, del novel·lista J.R.R. Tolkien. El hòbbit segueix la missió d'un hòbbit i els seus companys nans en la cerca d'un tresor protegit pel drag Smaug.
Sheeran havia tingut devoció des de feia temps per la novel·la de Tolkien. El seu avi és propietari d'una primera edició de l'obra. Va ser el primer llibre que el pare de Sheeran li havia llegit de petit, i el primer llibre que el cantant havia llegit per ell mateix. El 5 de novembre de 2013, Sheeran ba anunciar que s'involucraria en la banda sonora de la pel·lícula en un seguit de missatges per internet, on incloïa el seu agraïment a Jackson per aquesta oportunitat. També era un aficionat de les obres de Jackson.
Jackson va conèixer la música de Sheeran gràcies a la seva filla, Katie, qui havia assistit a un concert de l'autor anglès a Wellington, Nova Zelanda, el març de 2013. Jackson, sabent de les opinions de Sheeran sobre les seves pel·lícules, va quedar amb ell l'endemà d'haver intercanviat els correus electrònics.
A finals de 2013, Jackson i Fran Walsh, que era coproductor i coguionista de la pel·lícula, estaven buscant un artista que pogués escriure i enregistrar la cançó. Després del consell de Katie, van decidir contactar amb Sheeran. Jackson va enviar un missatge a l'artista anglès, que es trobava en aquell moment a l'illa d'Eivissa participant en un casament, preguntant si estaria interessat en el projecte, que Sheeran va acceptar. Sortint des de Londres, Sheeran i el seu mànager, Stuart, van arribar a Wellington en 48 hores.